# St. Johannes der Täufer (Ottersweier)

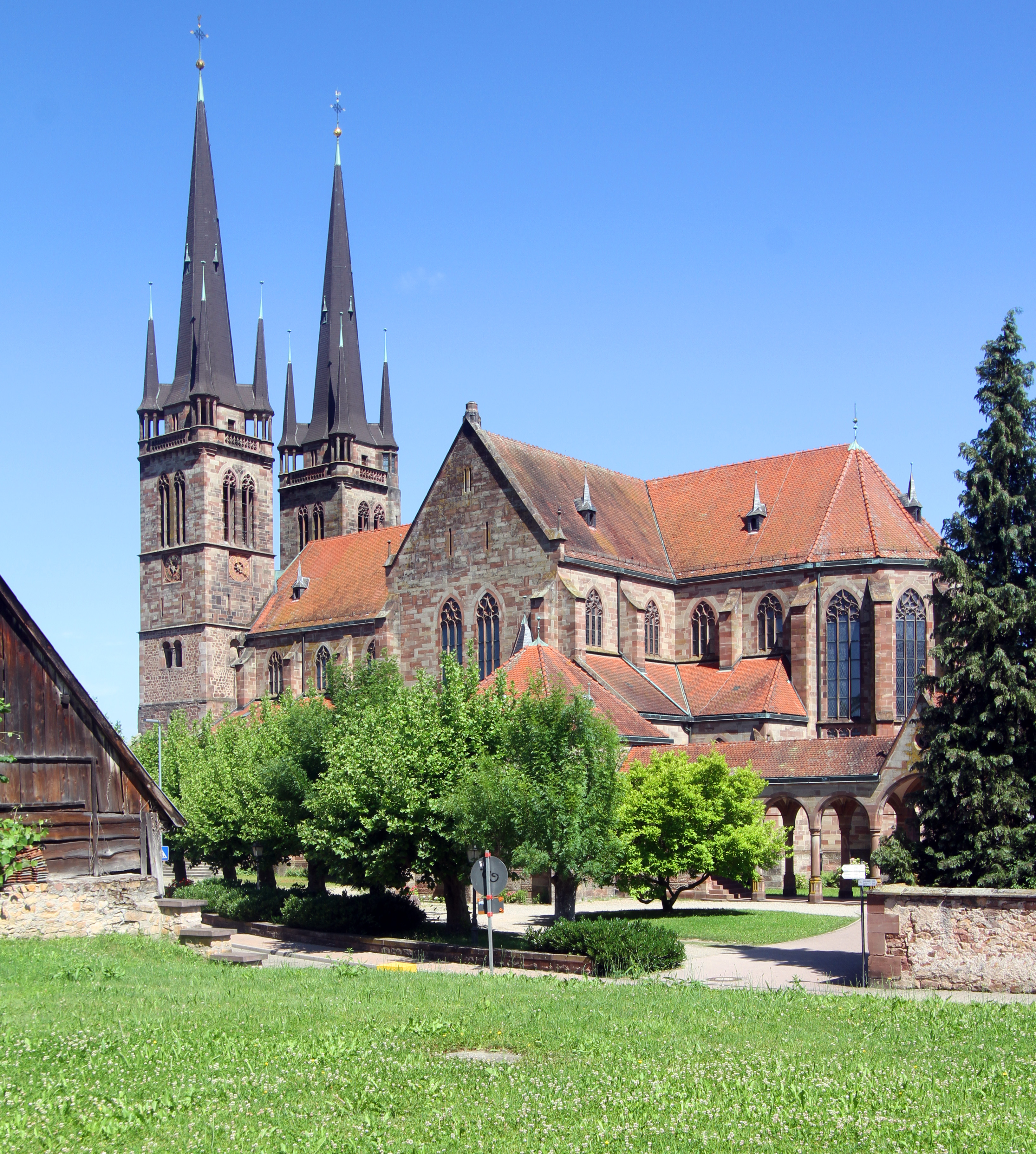
St. Johannes der Täufer in Ottersweier

Die römisch-katholische Pfarrkirche St. Johannes der Täufer steht in Ottersweier, einer Gemeinde im Landkreis Rastatt in Baden-Württemberg. Das Bauwerk ist beim Landesamt für Denkmalpflege Baden-Württemberg als Baudenkmal eingetragen. Die Kirchengemeinde gehört zum Dekanat Baden-Baden im Erzbistum Freiburg.

## Beschreibung

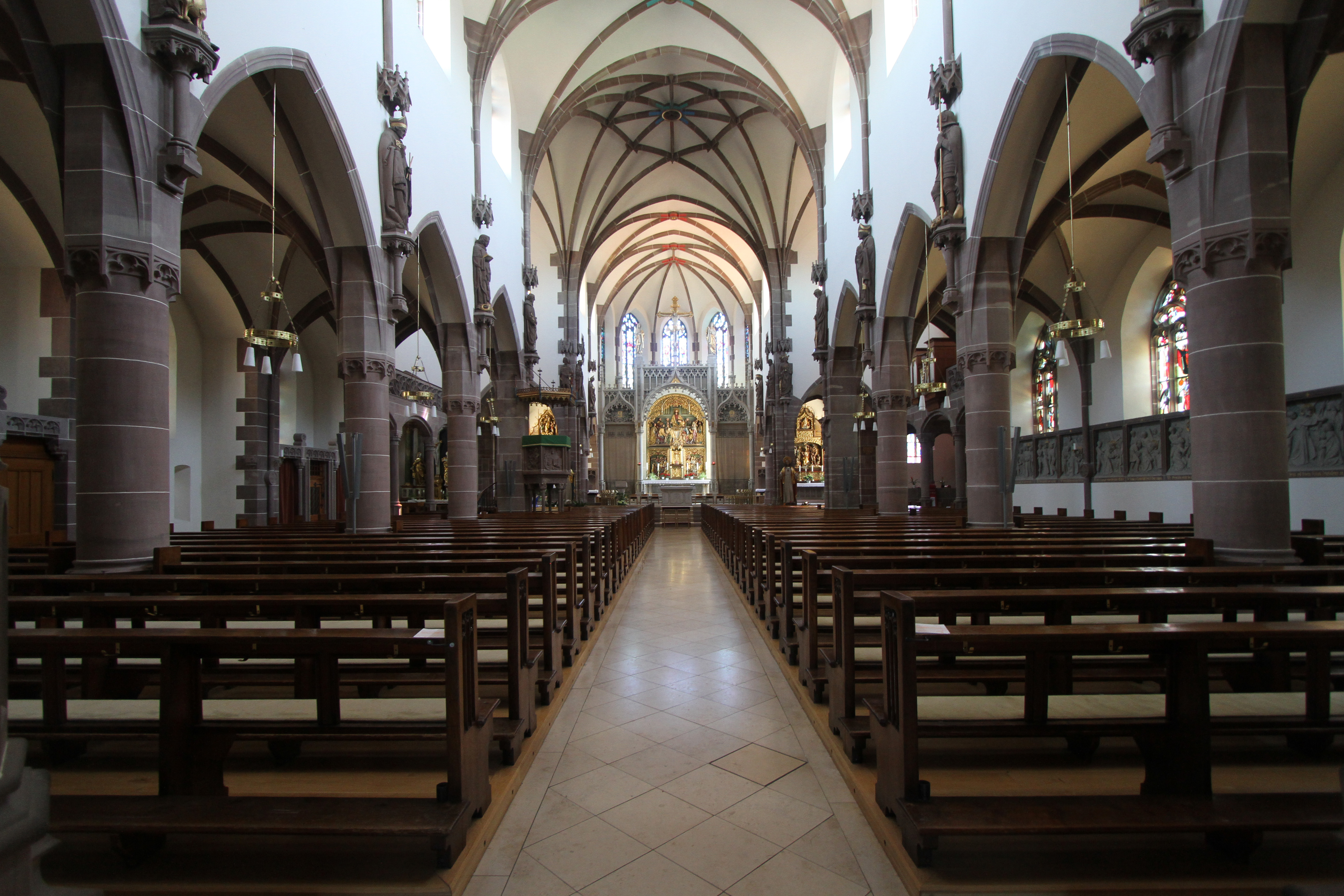
Innenraum

Die neugotische Kreuzbasilika wurde 1906–10 nach einem Entwurf von Johannes Schroth erbaut. Sie besteht aus einem Langhaus, einem Chor mit Fünfachtelschluss im Osten, zwischen denen das Querschiff eingefügt ist, und einer Doppelturmfassade im Westen, auf dessen Glockenstühle sich insgesamt sieben Kirchenglocken verteilen.
Zur Kirchenausstattung gehört ein 1908 von Joseph Dettlinger geschaffener Hochaltar, auf dessen Altarretabel das Abendmahl dargestellt ist. Von Claudius Winterhalter wurde 1987 eine Orgel in den Prospekt von 1908 eingebaut.